# Imogen Kogge
Imogen Kogge (* 8. Februar 1957 in Berlin) ist eine deutsche Schauspielerin und Hörspielsprecherin. Einem breiten Fernsehpublikum wurde sie ab 2002 als Kommissarin Johanna Herz im Brandenburger Polizeiruf 110 bekannt.

## Leben

### Ausbildung und Theater
Imogen Kogge studierte von 1976 bis 1980 Schauspiel an der Hochschule der Künste Berlin. Ihr erstes Engagement führte sie 1980 an das Deutsche Schauspielhaus in Hamburg, wo sie bis 1984 blieb. Ihre größten Erfolge feierte sie mit den Regisseuren Peter Stein und Luc Bondy ab der Spielzeit 1985/86 an der Berliner Schaubühne am Lehniner Platz. Bis 1997 war sie dort fest engagiert. Von 2005 bis 2010 war Kogge festes Ensemblemitglied des Schauspielhauses Bochum, und zwischen 2011 und 2013 spielte sie am Düsseldorfer Schauspielhaus. Seitdem arbeitet sie wieder freiberuflich.

### Hörspiel, Film und Fernsehen
Seit 1981 arbeitet Kogge umfangreich als Sprecherin für Hörspiele bei verschiedenen deutschen Rundfunkanstalten.
Kogge gab 1983 in dem Fernsehzweiteiler Die Geschwister Oppermann in einer Nebenrolle als Krankenschwester ihr Filmdebüt. Seit den 1990er-Jahren wirkt sie kontinuierlich in Film- und Fernsehproduktionen, wo zuvor für sie der Schwerpunkt beim Theater lag. 1993 gab sie als titelgebende Amalia in Gabriel Baurs Die Bettkönigin ihr Leinwanddebüt. Andreas Dresen besetzte sie 1999 als Rita für seinen Episodenfilm Nachtgestalten. Für das mehrfach ausgezeichnete Fernsehdrama Schande (ebenfalls 1999) erhielt sie den Sonderpreis für eine „herausragende darstellerische Leistung“ beim Fernsehfilmpreis der Deutschen Akademie der Darstellenden Künste. In der ARD-Reihe Polizeiruf 110 übernahm sie zwischen 2002 und 2010 an der Seite von Horst Krause die Rolle der Kommissarin Johanna Herz, mit der sie – auch dank der hohen Einschaltquoten – einem breiten Fernsehpublikum bekannt wurde. 2006 erhielt sie für ihre Darstellung der Kommissarin in der Folge Kleine Frau den Adolf-Grimme-Preis in der Kategorie „Fiktion & Unterhaltung“.
2005 arbeitete Kogge mit Til Schweiger für dessen Liebeskomödie Barfuss zusammen, wo sie die Rolle der Ärztin Dr. Blöchinger übernahm. 2006 engagierte sie der Regisseur Hans-Christian Schmid für sein Filmdrama Requiem. In dem Film, der seine Premiere im Wettbewerb der Berlinale 2006 erlebte, verkörperte sie die Mutter von Sandra Hüller, die für ihre Leistung mit einem Silbernen Bären ausgezeichnet wurde. Unter Wolfgang Murnberger spielte sie 2018 an der Seite von Alwara Höfels und Katharina Marie Schubert in der Sozialkomödie Keiner schiebt uns weg als passionierte Sängerin und Arbeiterin in einem Gelsenkirchener Fotokonzern eine der drei Hauptrollen. Für den von Stephan Wagner inszenierten ARD-Politthriller Die Getriebenen spielte sie 2020 die deutsche Bundeskanzlerin Angela Merkel.

### Privates
Imogen Kogge, die ihr Privatleben weitgehend vor der Öffentlichkeit abschirmt, ist Mutter einer Tochter und lebt in Potsdam.

## Filmografie

### Kino
- 1993: Die Bettkönigin
- 1999: Nachtgestalten
- 2000: Anna Wunder
- 2004: König der Diebe
- 2005: Barfuss
- 2005: Die Bluthochzeit
- 2006: Requiem
- 2011: Wer wenn nicht wir
- 2012: Russendisko
- 2014: Phoenix
- 2016: Jeder stirbt für sich allein (Alone in Berlin)
- 2019: Axel der Held
- 2021: Das Mädchen mit den goldenen Händen
- 2023: The Zone of Interest
- 2023: Die Theorie von Allem
- 2023: Enkel für Fortgeschrittene
- 2025: Karla

### Fernsehen

#### Fernsehfilme
- 1983: Die Geschwister Oppermann (Zweiteiler)
- 1989: Die Affäre Rue de Lourcine (Theateraufzeichnung)
- 1991: Der einsame Weg (Theateraufzeichnung)
- 1993: Schlusschor
- 1998: Totalschaden
- 1999: Schande
- 1999: Tödliche Schatten
- 2002: Mörderherz
- 2003: Die Geisel
- 2004: Die Versuchung
- 2005: In einem anderen Leben
- 2008: Mein Mann, der Trinker
- 2010: Der Uranberg
- 2011: Dreileben – Eine Minute Dunkel
- 2012: Der Heiratsschwindler und seine Frau
- 2014: Mona kriegt ein Baby
- 2014: Ein Sommer in Ungarn
- 2014: Alles muss raus – Eine Familie rechnet ab (Zweiteiler)
- 2017: Ich war eine glückliche Frau
- 2018: Sieben Stunden
- 2018: Keiner schiebt uns weg
- 2019: Soweit das Meer
- 2020: Die Getriebenen
- 2023: Zwei Weihnachtsmänner sind einer zu viel

#### Fernsehserien und -reihen
- 1993: Ein Fall für zwei (Folge Tod im Fahrstuhl)
- 1996: Tatort: Buntes Wasser
- 1997: Bella Block: Tod eines Mädchens
- 1998: Wolffs Revier (Folge Freiwild)
- 1999: Doppelter Einsatz (Folge Die Todfreundin)
- 2001: Sperling und das Krokodil im Müll
- 2002–2010: Polizeiruf 110 (12 Folgen als Kommissarin Johanna Herz)
  - 2002: Braut in Schwarz
  - 2003: Die Schlacht
  - 2004: Das Zeichen
  - 2005: Dettmanns weite Welt
  - 2005: Vergewaltigt
  - 2006: Kleine Frau
  - 2007: Gefährliches Vertrauen
  - 2008: Geliebter Mörder
  - 2008: Verdammte Sehnsucht
  - 2009: Alles Lüge
  - 2009: Falscher Vater
  - 2010: Fremde im Spiegel
- 2012: Der Alte (Folge Die Zeugin)
- 2016: Tatort: Rebecca
- 2016: Donna Leon – Das goldene Ei
- 2017: Die Spezialisten – Im Namen der Opfer (Folge Diamantenfieber)
- 2020: SOKO Köln (Folge Romance)
- 2021: Der Usedom-Krimi: Der lange Abschied
- 2022: Der Taunuskrimi: Muttertag (Filmreihe)
- 2022: ZERV – Zeit der Abrechnung (6 Folgen)
- 2022: Das Haus der Träume (Folge Irmchen Taube)
- 2024: Tatort: Murot und das 1000-jährige Reich

## Theater (Auswahl)
- 1993: Henrik Ibsen: Hedda Gabler (Thea Elvsted) – Regie: Andrea Breth (Schaubühne am Lehniner Platz)
- 1995: Anton Tschechow: Die Möwe (Nina) – Regie: Andrea Breth (Schaubühne am Lehniner Platz)
- 1996: Yukio Mishima: Madame de Sade (Anne) – Regie: Yoshi Oida (Schaubühne am Lehniner Platz)
- 1999: Jean-Paul Sartre: Geschlossene Gesellschaft (Inès) – Regie: Werner Düggelin (Schauspielhaus Zürich)
- 2009: Albert Camus: Die Gerechten (Großfürstin) – Regie: Werner Düggelin (Schauspielhaus Zürich)
- 2012: Eugène Scribe: Das Glas Wasser (Königin) – Werner Düggelin (Schauspielhaus Zürich)
- 2015: Samuel Beckett: Glückliche Tage (Winnie) – Werner Düggelin (Schauspielhaus Zürich)

## Hörspiele (Auswahl)
- 1981: Roswitha Zauner: Silverbirds (Kate Pollent) – Regie: Hans Rosenhauer (Hörspielbearbeitung, Kinderhörspiel – NDR)
- 1985: Theodor Fontane: Jenny Treibel (2 Teile) (Corinna Schmidt) – Regie: Hans Rosenhauer (Hörspielbearbeitung – NDR)
- 1988: Peter Hacks: Liebkind im Vogelnest (4 Teile) (Liebkind) – Bearbeitung, Komposition und Regie: Charlotte Niemann (Hörspielbearbeitung, Kinderhörspiel – RB)
- 1993: Miklós Mészöly: Eine hübsche kleine Tragödie (Judit) – Bearbeitung und Regie: Karin Bellingkrodt (Original-Hörspiel – SFB)
- 1995: Arthur Schnitzler, Adele Sandrock: ?Ich Dich ewig! – Adele Sandrock und Arthur Schnitzler. Ein Hörspiel aus Briefen, Telegrammen und Tagebüchern (Adele Sandrock) – Regie: Renate Heitzmann (Hörspielbearbeitung – Deutschlandradio)
- 1996: Terry Allen: Reunion (Rückkehr nach Juarez) (Frau) – Regie: Ursula Weck (Original-Hörspiel – SFB/WDR)
- 1996: Christina Calvo: Pension Isabel – Regie: Hans Rosenhauer  (DeutschlandRadio Berlin)
- 1997: Ingomar von Kieseritzky: Die Spinne im magischen Netz. Märchen (Graziella) – Regie: Karin Bellingkrodt (Original-Hörspiel – HR)
- 1998: Pierre Bourgeade: Der Pass – Regie: Joachim Staritz (Hörspiel – MDR)
- 1998: Garrison Keillor: Radio Romance (4 Teile) (Patsy Konopka) – Regie: Walter Adler (Hörspielbearbeitung – SDR/WDR)
- 1998: Honoré de Balzac: Internationale digitale Radiokunst: Von Engeln. Radiophantasie nach dem Roman Seraphita von Honoré de Balzac – Komposition und Regie: Martin Daske (Ars acustica – SFB/ORB)
- 2000: Calamity Jane: Nachts an den Feuern – Calamity Jane. Nach Briefen von Calamity Jane (Calamity Jane) – Regie: Walter Adler (Hörspielbearbeitung – HR/WDR)
- 2000: James Ellroy: Blut auf dem Mond (2 Teile) (Kathleen McCathy) – Bearbeitung und Regie: Norbert Schaeffer (Hörspielbearbeitung, Kriminalhörspiel – SWR)
- 2004: Noëlle Renaude: Madame Ka. – Regie: Christiane Ohaus (Hörspiel – RB)
- 2014: Ingo Schulze: Das Deutschlandgerät – Regie: Stefan Kanis (Hörspiel – MDR)
- 2015: John von Düffel: Die Toten ruhen (Mutter und Tochter Brinkmann) – Regie: Christiane Ohaus (Radio-Tatort – RB)

## Auszeichnungen
- 1982: Boy-Gobert-Preis der Körber-Stiftung für besondere Leistungen an den Sprechbühnen der Hansestadt Hamburg
- 1992: Schauspielerin des Jahres der Zeitschrift Theater heute
- 1999: Sonderpreis beim Fernsehfilmpreis der Deutschen Akademie der Darstellenden Künste für die herausragende darstellerische Leistung im Fernsehspiel Schande
- 2006: Adolf-Grimme-Preis, Kategorie „Fiktion & Unterhaltung“, für ihre Darstellung der Kommissarin Johanna Herz im Polizeiruf 110: Kleine Frau
- 2006: Deutscher Filmpreis, Kategorie „Beste darstellerische Leistung – weibliche Nebenrolle“ für Requiem